# Tambakreja (Kedungreja)
Tambakreja is een bestuurslaag in het regentschap Cilacap van de provincie Midden-Java, Indonesië. Tambakreja telt 5097 inwoners (volkstelling 2010).